# Yaakov Meridor
Yaakov Meridor (en hebreo: יעקב מרידור‎; nacido como Yaakov Viniarsky) (Lipno, Polonia, 29 de septiembre de 1913 – Israel, 30 de junio de 1995) fue un destacado miembro del Movimiento Sionista Revisionista, comandante del Irgún entre 1941 y 1943 y político israelí. Ocupó un escaño en el Knesset durante más de 30 años, representando al Likud y sus antecesores (Herut y Gahal).

## Juventud y militancia
Meridor nació en Polonia en 1913 en el seno de una familia judía de clase media. Luego de conocer, cuando era un adolescente, los pogromos árabes que sufrían los judíos del Yishuv en el Mandato Británico de Palestina, decidió enrolarse en el movimiento juvenil sionista Betar en 1930 para recibir su primer entrenamiento militar e ideológico. Posteriormente estudió Leyes en la Universidad de Varsovia.
Yaakov Meridor emigró hacia el Mandato Británico en 1932 y se unió a las filas del grupo paramilitar judío Irgún un año después. En 1941 acompañó a David Raziel en una misión secreta en Irak para destruir los campos petrolíferos del régimen pronazi de Bagdad. Cuando Raziel fue asesinado en batalla junto con un oficial británico, Meridor retornó a Palestina para convertirse en el nuevo Comandante en Jefe del Irgún.
En 1944 Meridor le cedió su cargo de comandante del Irgún a Menájem Beguin, aunque siguió participando en las operaciones de la organización. En 1945 agentes de la Haganá entregaron a Meridor a las autoridades británicas que procedieron a arrestarlo. En ese mismo año fue enviado, junto con otros detenidos del Irgún, a un campo de detención en África. Luego de varios intentos de huida, logró escapar del campo en 1948 y arribó a Israel el mismo día de su independencia.

## Actividad militar y política luego de la independencia
Bajo la comandancia de Beguin, Meridor fue uno de los encargados de negociar la definitiva integración de los miembros del Irgún dentro de las Fuerzas de Defensa de Israel. Como soldado del recién creado ejército israelí, Meridor luchó bajo una unidad militar durante la Guerra de Independencia.
Inmediatamente después de terminada su carrera militar, Meridor se integró a la esfera política como miembro del partido político Herut creado por Beguin y fue elegido como diputado en las primeras elecciones de la Knesset (parlamento israelí) en 1949. Logró retener su banca de diputado durante las elecciones de 1951, 1955, 1959, 1961 y nuevamente en 1965 luego de que el Herut se uniera con el partido Gahal (que en 1973 desencadenaría en la formación del nuevo partido Likud). También publicó un libro llamado Largo es el Camino hacia la Libertad: Crónica de uno de los Exiliados donde relató su experiencia vivida en el campamento de detenidos en África. Perdió su banca de diputado en las elecciones de 1969, alejándose de la política por un tiempo.
Meridor retomó su carrera política en 1981 cuando fue elegido como diputado de la Knesset del partido Likud. A pesar de algunos inconvenientes, fue elegido para ocupar el cargo de Ministro de Economía y Ministro de Coordinación por el premier Beguin. Retuvo su cargo ministerial cuando Isaac Shamir reemplazó a Beguin como primer ministro en 1983.
A pesar de su popularidad entre los israelíes, Meridor perdió su cargo gubernamental en las elecciones de 1984 y nunca más retornó a la actividad política. Murió en junio de 1995.